# 100 mm armata morska wz. 1917 Schneider

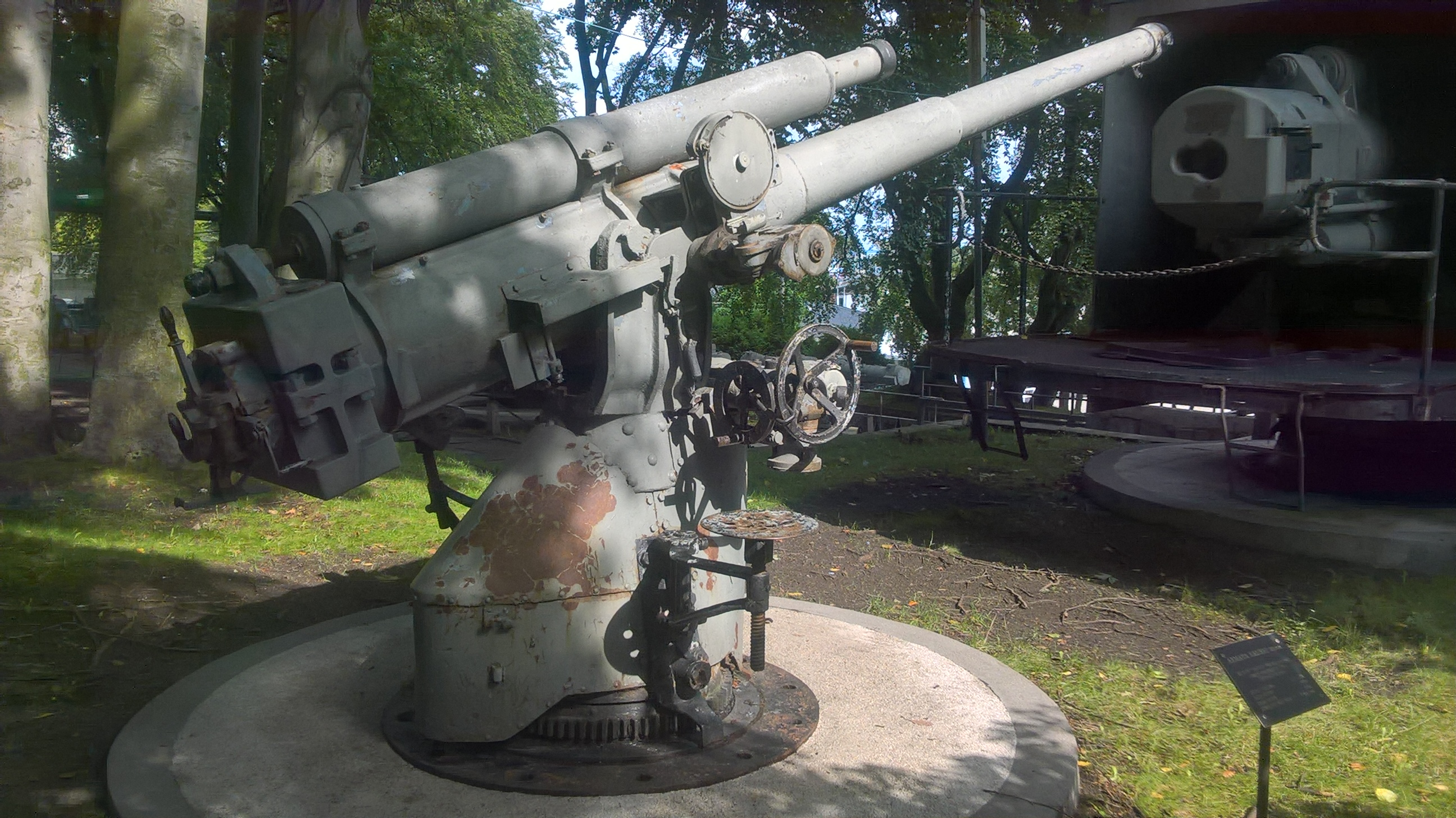
Działo pokładowe „Żbika”

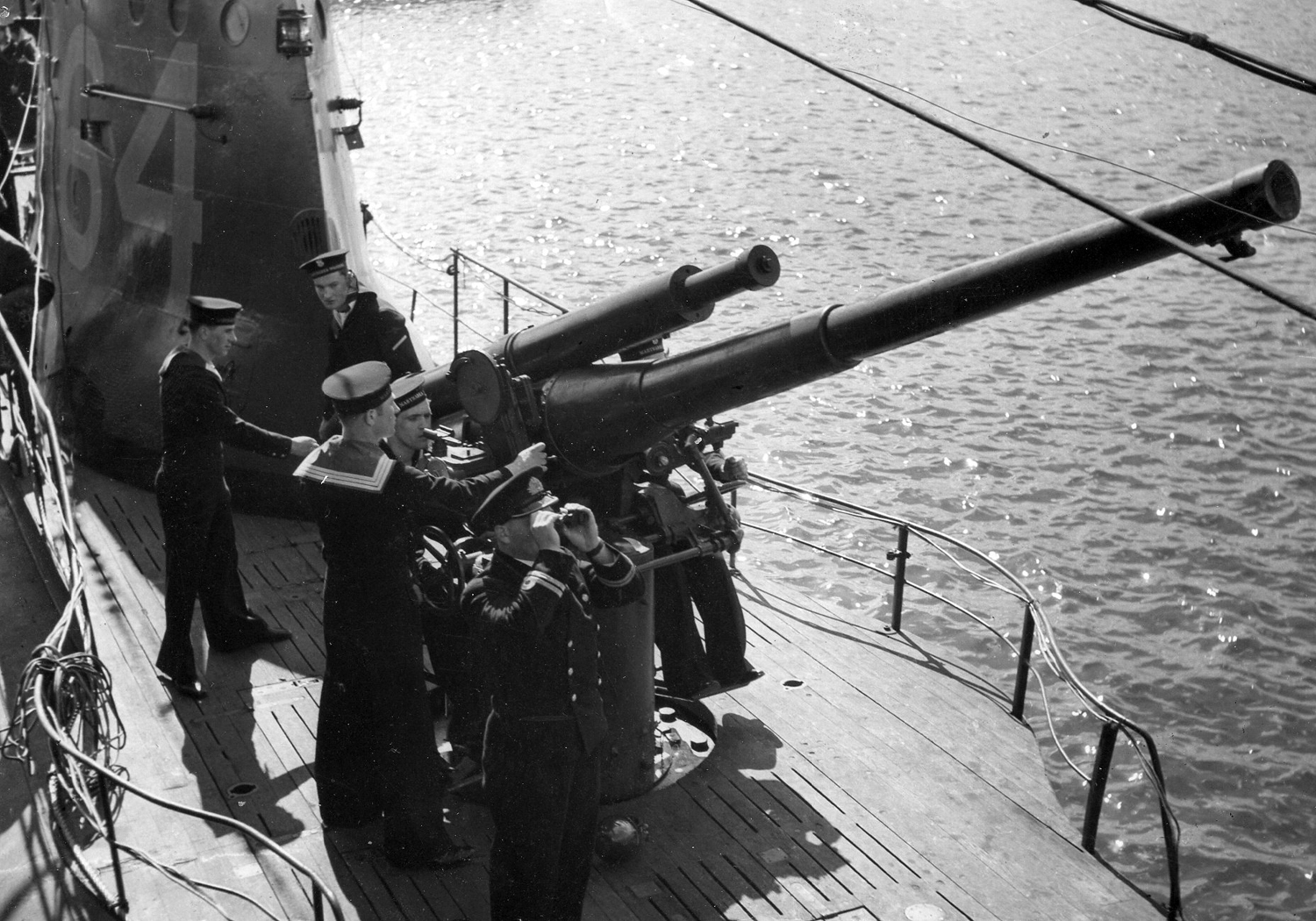
Działo „Wilka” w okresie służby w Wielkiej Brytanii

100 mm armata morska wz. 1917 Schneider – działo pokładowe będące wyposażeniem polskich podwodnych stawiaczy min typu Wilk. 
Było zbliżone do działa montowanego na francuskich francuskich okrętach typu Requin, ale miało krótszą lufę (40 wobec 45 kalibrów). Armata miała kaliber 100 mm, długość lufy 4000 mm (czyli 40 kalibrów), używała zamka śrubowego. Jej masa na stanowisku wynosiła 1600 kg. Działo było jednostrzałowe, ładowane ręcznie; odpalenie naboju następowało mechanicznie.
Używało amunicji zespolonej, z pociskami przeciwpancernymi i burzącymi, o masie 13,5 kg, które wystrzeliwało z prędkością wylotową 720 m/sek na odległość 9500 m. Szybkostrzelność wynosiła ok. 10 strz./min. Dla dział wz. 1917 w służbie francuskiej podawana jest masa pocisku – 13 kg, naboju – 23 kg, zasięg maksymalny – 13 900 m, a masa działa bez podstawy – 1565 kg.  
Działo to montowane było na podstawie morskiej, przed kioskiem, na okrętach podwodnych typu Wilk. Podczas zanurzenia pozostawało nieosłonięte, demontowano jedynie przyrządy celownicze; lufę i komorę zamkową zabezpieczano przed wodą morską wkładając do zamka łuskę ze specjalną gumową uszczelką, a wylot lufy zatykając uszczelnionym korkiem; pozostałe mechanizmy działa zabezpieczano smarem.